# 馬場辰猪

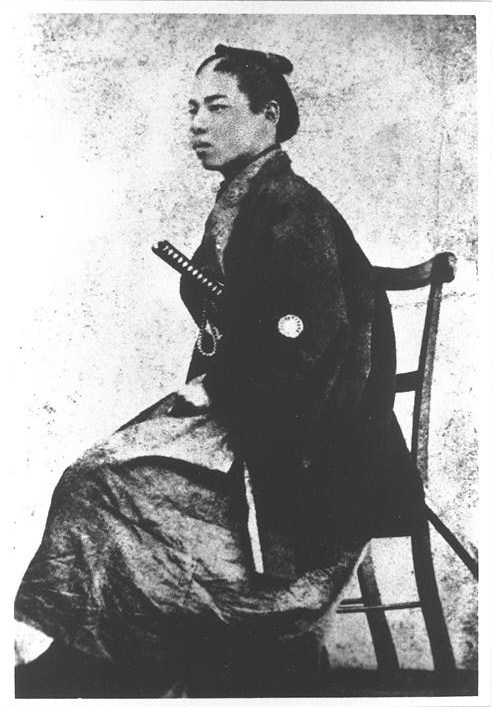
馬場辰猪

馬場 辰猪（ばば たつい、嘉永3年5月15日（1850年6月24日） - 明治21年（1888年）11月1日）は、日本の武士（土佐藩士）、思想家、政論家。民権思想家として藩閥政府と対立、最も急進的で国粋的な『國友会』を組織した人物。のち、アメリカ合衆国に亡命した。諱は氏保（うじやす）、通称として辰猪を称す。

## 略歴
嘉永3年（1850年）、土佐藩士・馬場来八（小姓組格、のち馬廻役）の二男として土佐国高知城下中島町に生まれる。藩校「文武館」で学び、江戸留学の藩命を受けて慶応2年（1866年）、鉄砲洲にあった中津藩邸の福沢塾（後の慶應義塾）で政治史、経済学を学ぶ。その後、長崎に赴いて長崎英語伝習所にてオランダ人宣教師グイド・フルベッキに英語を習う。明治2年（1869年）、慶應義塾に戻り、のちに教師も務める。明治3年7月12日（1870年8月8日）、土佐藩の留学生として真辺正精、国澤新九郎、深尾貝作、松井正水らとイギリスに留学し、海軍や法学について学ぶ。師の福沢諭吉からは、「帰国後は、我がネーションのデスチニーを御担当成られたく、祈り奉り候」と絶大な期待を寄せられていた。馬場は明治初期の最も祝福された新知識人であり、日本の将来のために広く西欧の精神を学び取り、同時に日本の現状に対する西欧の理解を求めようという使命感に充たされていた。出身藩の垣根を取り払うべく、小野梓と「日本人学生会」を組織するが、明治7年（1874年）に帰国。翌年、岩倉使節団の一員として再び渡英し、イギリス滞在中に政府留学生となる。留学中、1873年出版の『ELEMENTARY GRAMMAR OF THE JAPANESE LANGUAGE WITH EASY PROGRESSIVE EXERCISES』（日本語文典）の序文にて、森有礼の国語英語化論を批判し、日本語論争などのちに「国語国字問題」とよばれるものに発展し、大槻文彦の『言海』や前島密らの漢字論などと共に「国語」以前の日本語論争の先駆けとなった。1875年10月ロンドンで『The English in Japan : what a Japanese thought and thinks about them』を刊行。1876年9月ロンドンで『The Treaty between Japan and England』(日英条約論)刊行。不平等条約が英国の名誉を傷付けているとし、平等条約の制定を訴える。ミドルテンプルの法学院で星亨と共に学んだが、馬場のような知的エリートを嫌う星とはそりが合わず、その出会は議論の果ての掴み合いの喧嘩に終わり、それきり交際は無かったという。日本人初のバリスタ(法廷弁護士)資格取得者となった星をよそに、馬場はバリスタ取得課程修了を放棄している。その後、フランスにも赴いた。イギリス留学中、土佐藩イギリス留学生らの団長を務める真辺正精と決闘を行い、真辺を負傷させている。明治11年（1878年）に帰国。この留学で辰猪の思想の中核となる言論思想の自由、「公議輿論」の重要さを学んだ。
同じ土佐出身で、共に英国留学した小野梓や中江兆民らと共に『朝野新聞』などで民権思想を日本に紹介し、共存同衆を結成、交詢社の活動に参加。政府により共存同衆が抑圧され、末広重恭らとともに「国友会」などの組織を立ち上げる。明治12年（1879年）から同13年（1880年）頃、共存同衆の金子堅太郎・島田三郎らと共に『私擬憲法意見』を起草した。法律学による啓蒙活動に従事し、国友会を基盤に自由民権運動の理論的指導者となった。明治12年（1879年）、交詢社創設委員として社則規則などに参画し、明治14年（1881年）、明治義塾（三菱商業学校）創立に参加した。有司専制を直接批判せず、民心を改革し不覊独立にして、社会共同の公益を経営する力量を備えた「国民」の創造を目指した。しかしその穏健な活動も明治13年の集会条例の拡大解釈により妨げられ、政府との対決の前面に押し出され自由党結成に参加。明治14年の自由党結党大会で、後藤象二郎に次ぐ副議長に選出されて議事運営に当たり、常議員となる。明治15年（1882年）6月、『自由新聞』を創刊して主筆となり、「社会の改良を希望し、国家の大難を排す」革命の必然を説く。同年9月板垣退助の外遊を批判するが、板垣から自由新聞社員(主筆)・党常議員を解任され、離党、演説会を主催する。
明治16年（1883年）、警視総監・樺山資紀から東京での政治演説の禁止を申し渡される（6ヶ月間）。その後は著作活動に入るが、加波山事件に関して「露国虚無党の利器と称する所のダイナマイト」に着目し、明治18年（1885年）11月21日に横浜・山手のモリソン商會で「ダイナマイトは売っているか」と尋ねたため、密偵に発見され検挙。爆発物取締罰則違反に問われて、大石正巳と共に逮捕される。翌年6月2日、公判で無罪判決を受けた後、6月12日、大石とともに日本を立ち、アメリカに亡命する。(大石はその後帰国し、憲政党内閣の大臣などを歴任。)アメリカでは「日本の監獄」など、精力的に政府批判の新聞投稿や講演を行う。駐米公使としてアメリカにいた陸奥宗光を訪ね、帰国を促される。
しかし病苦と貧苦に耐え切れず、遺作となった「日本の政情」を書き上げ、明治21年（1888年）11月、肺結核と肺炎のためフィラデルフィアのペンシルヴァニア大学病院で死去。享年38。最期を看取ったのは、岩崎久弥と林民雄だった。辰猪の墓は、ウッドランド墓地にある。上野の寛永寺谷中墓地にも、墓碑がある。
井上痴遊によれば、演説の巧みなことこの人以上のものはなく、三時間も四時間も立ち続けに捲し立てる雄弁は実に偉いものであり、民衆の前に雄弁法の研究を公にしたのは馬場が最初であったという。真に西洋の学説として自由の理を釈説したのも最初であったが、惜しいかな漢学の力に乏しく著書に見るべきものは残っていないという。(『国会開設と政党秘話　上』

## 家系
- 土佐藩士馬場氏の7代目。辰猪の先祖は武田信玄の武将馬場信春（美濃守）[1]で、武田氏滅亡後は浪人して、子孫の信義（平兵衛）が土佐に渡った。氏信（源右衛門）の時、山内家に仕え、子の氏興が禄200石を給せられた。
- 馬場孤蝶は弟。新聞記者・狂歌師の野崎左文は従兄弟にあたる[2]。
- 叔父の馬場氏連は、海軍、明治天皇御用邸に勤務。

## 没後
明治29年（1896年）11月2日、谷中天王寺で辰猪の没後8周年祭が催され、福沢諭吉、荘田平五郎、金子堅太郎、田口卯吉、渡辺洪基、中上川彦次郎、矢野文雄、尾崎行雄、犬養毅、中江兆民、大石正巳ら福沢に連なる140名ほどが参列した。

## 主な著作
- 『日本語文典初歩』(滞英中の1873年9月にロンドンで刊行)(An Elementary Grammar of the Japanese Language)
- 『日本におけるイギリス人』
- 『日英条約改正論』
- 『雄弁法』

## 文献
- 『御侍中先祖書系図牒』
- 『馬場辰猪全集』 岩波書店（全4巻）、1987-1988年。最終巻は資料篇
- 『馬場辰猪　日記と遺稿』 杉山伸也・川崎勝編、慶應義塾大学出版会、2015年 ISBN 4766422589
- 安永悟郎『馬場辰猪』 みすず書房（復刻版）、1987年 ISBN 4622026805、オンデマンド版2005年
- 萩原延壽『馬場辰猪』中公文庫、1995年 ISBN 4122023386
元版は 中公叢書、1967年、再版1977年、新装復刊2000年 ISBN 4120000206
  - 新版『萩原延壽集1　馬場辰猪』 朝日新聞社、2007年 ISBN 4022503491。解説宮村治雄
  - 小論集『自由の精神』 みすず書房、2001年（解説宮村治雄）にも、馬場論を収録
- 永国淳哉『遠い波濤　土佐自由民権家 馬場辰猪アメリカに死す』青英舎、1984年

## 補註
1. ↑  『御侍中先祖書系図牒』に、「先祖、甲州武田家ニ仕馬場美濃守也。平兵衛信義者、武田家滅却之後、落浪御当国江罷越」とある文による。
2. ↑  伊藤整『日本文壇史1』講談社文芸文庫、1994年、106頁。
3. ↑  杉山伸也、「経済史」をあるく(第8回)馬場辰猪再訪」『書斎の窓』No.609、2011年11月、p.32-36, NAID 40019055327
4. ↑  長岡祥三「日本協会の創立者アーサー・ディオシー」『英学史研究』第29号、1996年、1-12頁、doi:10.5024/jeigakushi.1997.1、2016年3月3日閲覧。